# Juego de niños (película de 1959)
Juego de niños, es una película española de 1959 dirigida por Enrique Cahen Salaberry, y protagonizada por Isabel Alemany y basada en la obra homónima, de Víctor Ruiz Iriarte.

## Reparto
- Ana Mariscal
- Georges Rigaud
- Malila Sandoval
- Juanjo Menéndez
- Isabel Alemany
- Alicia Altabella
- Ángel Álvarez
- Félix Briones
- Miguel Del Castillo
- Isana Medel
- Ventura Ollé
- Santiago Ontañón
- Carmela Ribera
- Domingo Sánchez 'El Chirri'
- Ángel Ter
- Aníbal Vela